# Matteo de Pasti
Matteo di Andrea de Pasti, död efter 1467, var en italiensk medaljgravör.
Pasti var lärjunge till Pisanello, och blev dennes främste efterföljare som gravör. Han var verksam i Verona, Venedig och Rimini. Bland hans verk märks medaljer över Sigismondo Malateta och Isotta da Rimini. Pasti var även verksam som arkitekt och miniatyrmålare.